# Молочай Фишера
Молочай Фишера, или Молочай Палласа (лат.  Euphorbia fischeriana) ― многолетнее травянистое растение; вид рода Молочай (Euphorbia) семейства Молочайные (Euphorbiaceae).
Часто молочай Фишера называют молочаем Палласа, иногда молочаем Комарова.

Этот вид был впервые описан Ф. Фишером в 1812 г. под названием E. verticillata, которое оказалось уже занятым. Поэтому Н.С. Турчанинов [Catalogus plantarum in regionibus baicalensibus et in Dahuria sponte crescentium, 1838] предложил для него новое название без диагноза (E. pallasii), но допустил неточность при ссылке на первоописание, указав автором вида П. Палласа вместо Ф. Фишера. Позднее Турчанинов привел диагноз E. pallasii во “Flora Baicalensi-Dahurica”, но уже после опубликования этого вида под названием E. fischeriana Steudel со ссылкой на “E. verticillata Fisch. Turtsch. (non alior.)”. На Дальнем Востоке вид замещается близким E. komaroviana Prokh.

## Распространение
Встречается в Забайкалье (Читинская и Амурская области), Монголии, Китае и Корее.
Растёт на каменистых и щебнистых южных степных склонах, реже в равнинных степях.

## Морфология
Растения 10—30(40) см высотой, опушённые, реже голые.
Корни сильно утолщённые, ветвистые, сочные, желтовато-бурые.
Стебли 7—20(30) см высотой, с верхним междоузлием 2—5,5(6) см длиной, генеративные и вегетативные, простые; нецветущие нередко более высокие.
Нижние листья до 1 см длиной, чешуевидные, бурые. Стеблевые листья, кроме иногда очерёдных нижних, мутовчатые, по 5 или редко по 4, из округлённого или редко слегка суженного основания продолговатые или эллиптические или продолговато-ланцетовидные, 4—5,8(7,3) см длиной, 1,2—2,8 см шириной, тупые, по краю подогнутые, на нецветущих побегах продолговато-эллиптические или продолговато-ланцетовидные, (4)4,5—7,5(9) см длиной, (1)1,5—3 см шириной, все цельнокрайные, буровато-зелёные, плотные.
Верхушечные цветоносы в числе 5, голые или более-менее густо-ресничные, 2—7,5 см длиной, при плодах мало удлиняющиеся, на конце трёхраздельные, а затем двураздельные, впоследствии более-менее распростёртые; листочки обёртки яйцевидно-ланцетовидные или ланцетовидно-треугольные, 3,5—6,6(7) см длиной, 1,4—3,3 см шириной; у обёрточек яйцевидно-треугольные или дельтовидные острые, нижние по три, 2,7—5 см длиной и 1,5—3,3 см шириной, верхние же по два, меньших размеров; бокальчик широко-колокольчатый, 4(5) мм в диаметре, снаружи голый или слегка опушённый, внутри более-менее пушистый, с крупными ресничными по краю лопастями. Нектарники почковидные, сверху и снизу часто опушённые. Столбики 3—4 мм длиной, внизу более чем на 1⁄3 длины сросшиеся, наверху примерно на 1⁄8 длины двунадрезанные. Рыльца конические, тёмные. Цветёт в мае.
Плод —трёхорешник, 6—7 мм длиной, 7—8 мм шириной, нередко более-менее ресничный. Семена около 3 мм длиной, 3,5—4 мм шириной, яйцевидные, бурые, с дисковидной карункулой.
Вид описан из Даурии.

## Использование в медицине
Используется в народной медицине.
На Дальнем Востоке и в Восточной Сибири молочай Фишера издавна применяется в качестве возбуждающего и слабительного средства. Внутрь его назначают при самых разнообразных заболеваниях: как кровоочистительное, при воспалении лёгких, опухолях, язвенной болезни, как тонизирующее и стимулирующее при тяжёлых общих заболеваниях, приписывая ему действие подобное женьшеню.
Чай из надземной части молочая Фишера пьют при раке желудка.
Есть ещё одно название молочая Фишера — «мужик-корень» из-за его лечебных свойств, а также потому, что корень молочая Фишера, так же как и женьшеня, напоминает фигурку человека.

Из всех видов молочаев он обладает более сильными свойствами, самый лекарственный. В нём обнаружили лактоны с антибактериальной и противоопухолевой активностью. На протяжении многих веков именуется в народе мужик-корнем. И издавна лечили им проблемы потенции, аденому, простатит, но и почки, мочевой пузырь, малокровие, эпилепсию, раковые гниющие язвы (не поддающиеся никакому лечению), наружный рак, экземы и туберкулёз кожи, воспаление лёгких, язву желудка, рак, в особенности саркому, рак прямой кишки, лямблии. Этот корень продлевает молодость даже древним старикам!

Молочай Фишера включён в Красную книгу Читинской области.

## Таксономия
|  |                                      |  |                                                             |                                                             |                      |  | ещё 36 семейств (согласно Системе APG II), в том числе Маковые | ещё 36 семейств (согласно Системе APG II), в том числе Маковые |                         |  |  |  | ещё ≈2000 видов |
|  |                                      |  |                                                             |                                                             |                      |  | ещё 36 семейств (согласно Системе APG II), в том числе Маковые | ещё 36 семейств (согласно Системе APG II), в том числе Маковые |                         |  |  |  | ещё ≈2000 видов |
|  |                                      |  |                                                             | порядок Мальпигиецветные                                    |                      |  |                                                                |                                                                | род Молочай (Euphorbia) |  |  |  |                 |
|  |                                      |  |                                                             | порядок Мальпигиецветные                                    |                      |  |                                                                |                                                                | род Молочай (Euphorbia) |  |  |  |                 |
|  | отдел Цветковые, или Покрытосеменные |  |                                                             |                                                             | семейство Молочайные |  |                                                                |                                                                | вид Молочай Фишера      |  |  |  |                 |
|  | отдел Цветковые, или Покрытосеменные |  |                                                             |                                                             | семейство Молочайные |  |                                                                |                                                                |                         |  |  |  |                 |
|  |                                      |  | ещё 44 порядка цветковых растений (согласно Системе APG II) | ещё 44 порядка цветковых растений (согласно Системе APG II) |                      |  |                                                                | ещё >300 родов                                                 | ещё >300 родов          |  |  |  |                 |
|  |                                      |  |                                                             | ещё 44 порядка цветковых растений (согласно Системе APG II) |                      |  |                                                                |                                                                | ещё >300 родов          |  |  |  |                 |